# Heliozela sobrinella
Heliozela sobrinella is een vlinder uit de familie van de Heliozelidae. De wetenschappelijke naam van de soort is voor het eerst geldig gepubliceerd in 1904 door Deventer.